# Plagiochila formosae
Plagiochila formosae là một loài rêu trong họ Plagiochilaceae. Loài này được Stephani mô tả khoa học đầu tiên.
Danh pháp khoa học của loài này chưa được làm sáng tỏ. 